# Allium arkitense
Allium arkitense är en amaryllisväxtart som beskrevs av Reinhard M. Fritsch. Allium arkitense ingår i släktet lökar, och familjen amaryllisväxter. Inga underarter finns listade i Catalogue of Life.